# Takasago (Hyogo)
Takasago (Japans: 高砂市, Takasago-shi) is een stad in de prefectuur Hyogo, Japan. Begin 2014 telde de stad 91.883 inwoners. Takasago maakt deel uit van de metropool Groot-Osaka.

## Geschiedenis
Op 1 juli 1954 werd Takasago benoemd tot stad (shi).

## Partnersteden
- Latrobe City, Australië sinds 2000

Steden:
Aioi · Akashi · Ako · Amagasaki · Asago · Ashiya · Awaji · Himeji · Itami · Kakogawa · Kasai · Kato · Kawanishi · Kobe (hoofdstad) · Miki · Minamiawaji · Nishinomiya · Nishiwaki · Ono · Sanda · Sasayama · Shiso · Sumoto · Takarazuka · Takasago · Tamba · Tatsuno · Toyooka · Yabu

Districten:
Ako · Ibo · Kako · Kanzaki · Kawabe · Mikata · Sayo · Taka
Gemeenten per district